# Korbinian

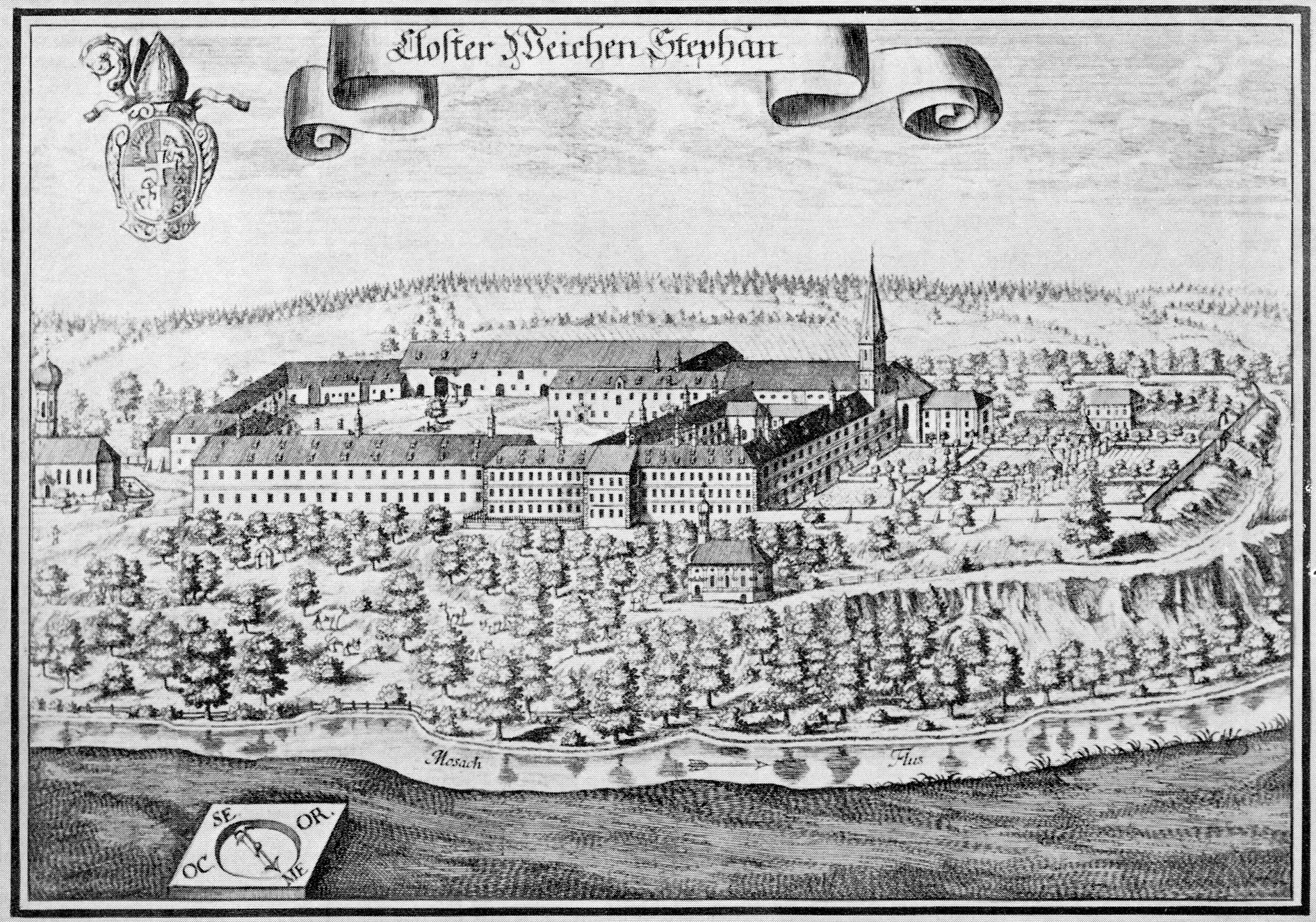
Klasztor w Weihenstephan - miedzioryt Michaela Weninga (ok. 1700).

Śmierć Św. Korbiniana, obraz Jana Polaka, Monachium, Stara Pinakoteka.

Święty Korbinian (ur. ok. 680 r. w Châtres, zm. 8 września między 720-730 we Fryzyndze) – biskup, święty Kościoła katolickiego.

## Żywot świętego
Imię odziedziczył po matce (celtyckiego pochodzenia) Corbianie. Gdy miał 22 lata, zbudował sobie celę (nieopodal rodzinnego domu obok niewielkiej kaplicy), w której zamieszkał, zostając pustelnikiem. Ok. 710 r. odbył pielgrzymkę do Rzymu, gdzie spotkał się z papieżem Konstantynem, który nakłonił pustelnika do oddania się działalności misyjnej. Papież wyświęcił Korbiniana na biskupa i odesłał go z powrotem do Francji. Na prośbę bawarskiego księcia Grimoalda, Korbinian osiadł we Fryzyndze, tym samym stał się pierwszym biskupem diecezji. Na swoją siedzibę obrał wzgórze na zachód od miasta, na którym wybudował kościół pod wezwaniem św. Stefana (późniejsze opactwo Weihenstephan). 
W Bawarii Korbinian rozwinął działalność duszpasterską: zwalczał w swojej diecezji pogaństwo. Po napiętnowaniu przezeń nieprawego związku księcia Grimoalda z Pilitrudą, która była wdową po jego bracie, biskup zaprzestał swojej działalności. W obawie o swoje życie (po rozstaniu z hrabią Pilitruda planowała spisek na życie Korbiniana), biskup udał się do Caines, gdzie przed laty, podczas podróży do Rzymu, założył niewielki klasztor. Następca Grimoalda - Hukbert, po latach sprowadził ponownie Korbiniana do Fryzyngi, gdzie lud przyjął go entuzjastycznie. Wkrótce Korbinian zmarł na serce. Pochowano go w Mais południowym Tyrolu, a w 765 roku zwłoki przeniesiono do Fryzyngi za sprawą księcia Tassilo III.

## Legenda
Kiedy pustelnik zdążając do Rzymu przekraczał Alpy, zaatakował go niedźwiedź i rozerwał na strzępy muły Korbiniana. Za karę Korbinian kazał drapieżnemu zwierzęciu dźwigać cały ciężar do Rzymu, do tej legendy odwołuje się też ikonografia. Należy dodać, że papież Benedykt XVI, gdy był biskupem w Monachium w swoim herbie miał niedźwiedzia, który znalazł się także na jego herbie papieskim.

## Kult
Relikwiarz z 1863 roku (dzieło monachijskiego złotnika Harracha), ze szczątkami Korbiniana, znajduje się w Katedrze we Freising i jest celem wielu pielgrzymek.
Wspomnienie liturgiczne w Kościele katolickim obchodzone jest 8 września.
W diecezji Monachium-Freising wierni obchodzą święto Korbiniana 20 listopada, w dniu upamiętniającym przeniesienie relikwii z południowego Tyrolu do Fryzyngi. W diecezji Bozen-Brixen święto Korbiniana przypada 9 września. 
Dawniej Korbinian był patronem diecezji Freising (wraz ze św. Zygmuntem), obecnie archidiecezji Monachium-Freising.

## Ikonografia
W ikonografii święty przedstawiany jest jako opat, biskup, ksiądz lub zakonnik.
Atrybutami są: makieta kościoła lub księga oraz niedźwiedź. 
W Starej Pinakotece w Monachium znajdują się skrzydła ołtarzowe dawnego ołtarza głównego kościoła klasztornego w Weihenstephan, przedstawiające scenę cudu z niedźwiedziem oraz moment śmierci Korbiniana.